# Villedieu-sur-Indre
Villedieu-sur-Indre é uma comuna francesa na região administrativa do Centro, no departamento Indre. Estende-se por uma área de 58,32 km². Em 2010 a comuna tinha 2 741 habitantes (densidade: 47 hab./km²).